# Mandorla riccia di Francavilla Fontana

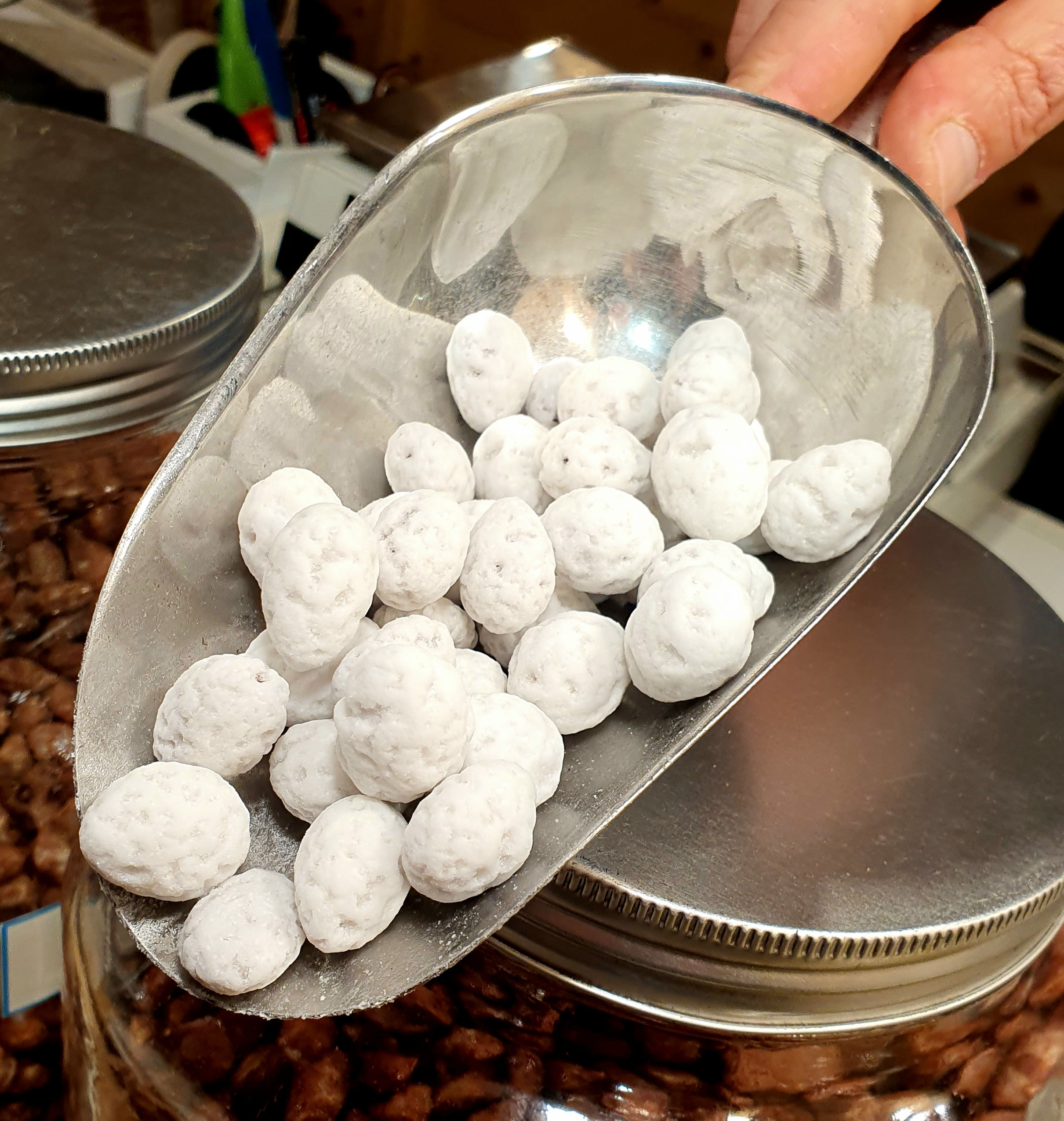
Mandorle ricce

La Mandorla riccia di Francavilla Fontana è un dolce prodotto esclusivamente nel territorio del comune di Francavilla Fontana, riconosciuto Prodotto Agroalimentare Tradizionale pugliese dal Ministero delle politiche agricole alimentari e forestali.
Inoltre nel 1912 ha meritato la Medaglia d'Oro alla "Fiera dei Sapori" di Parigi e da allora, soprattutto in questi ultimi anni, gli artigiani francavillesi auspicano di ottenere ulteriori e maggiori riconoscimenti per la qualità e genuinità del loro prodotto.
La ricetta è stata recentemente registrata con atto pubblico e otterrà a breve la denominazione d'origine.

## Caratteristiche
Si tratta di un dolce di mandorle dure dolci di 1º grado, dalla forma ovoidale, riccia, della grandezza di circa 2 cm, di colore bianco. Ha un sapore dolce ed una consistenza tenera all'esterno e più dura all'interno.

## Preparazione[1]
Si fanno dorare le mandorle in teglia, nel forno a legna. Ancora calde si incamiciano di zucchero oscillandole per 1 ora. Si ottiene la ricciatura oscillandole ancora per 2 ore. Infine si versa la glassa con aggiunta di limone e vaniglia.
È preferibile conservare le mandorle ricce in vasetti di vetro o di ceramica a chiusura ermetica.